# Mbardé-Ndokayo
Mbardé-Ndokayo, aussi connu sous le nom de Bardé-Ndokayo, est un village camerounais de la région de l'Est. Il se situe dans le département de Lom-et-Djérem et dépend de la commune de Bétaré-Oya et du canton de Laï. 
Il se trouve sur la route de Bétaré-Oya à Mararaba et à Mabélé. 

## Population
D'après le recensement de 1966, il y avait 54 habitants à Mbardé-Ndokayo. Il y en avait 160 en 2005 et 319 en 2011 dont 108 jeunes de moins de 16 ans et 55 enfants de moins de 5 ans. 